# Watersnood van 1776

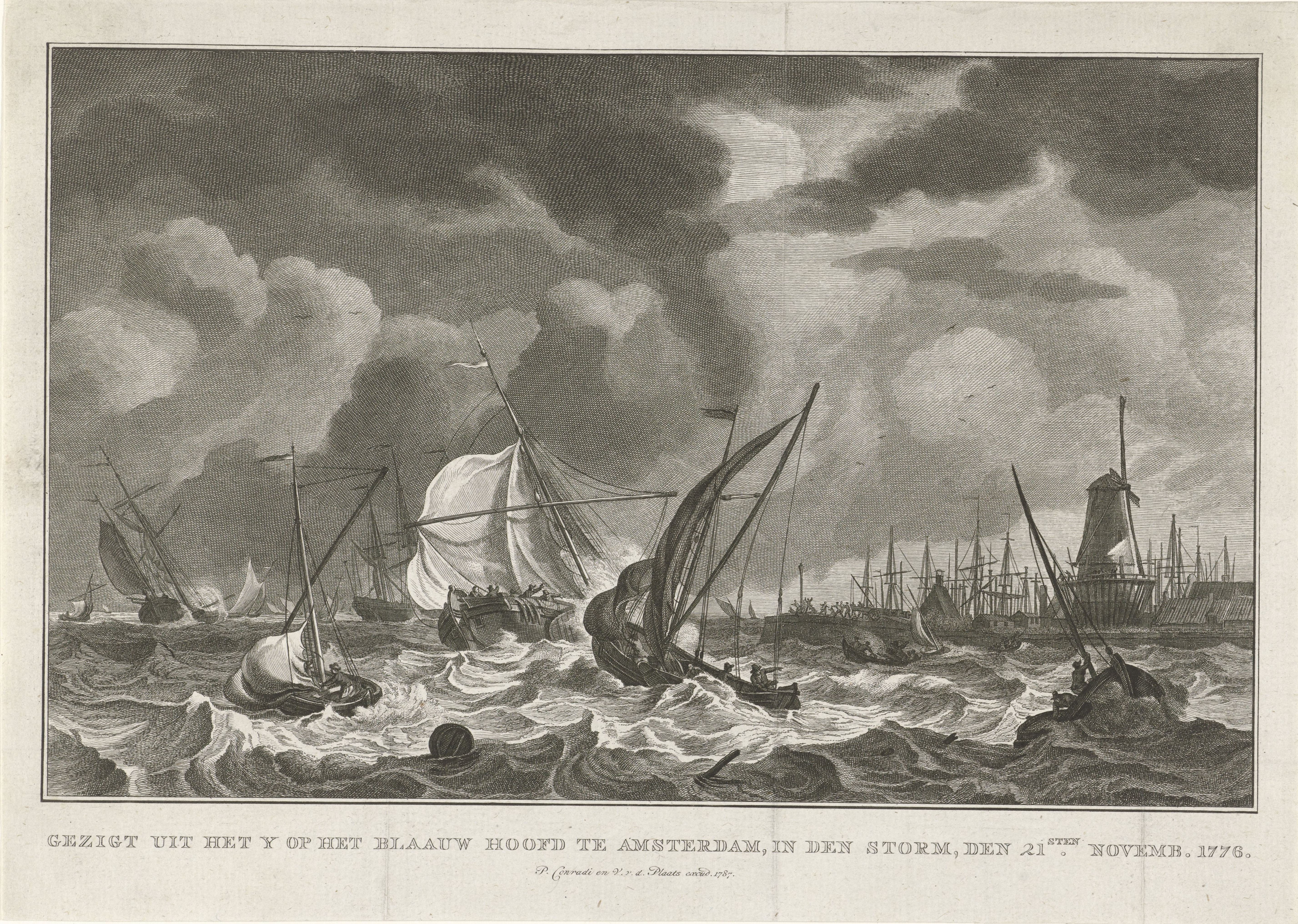
Storm op het IJ te Amsterdam bij het bolwerk Blaauwhoofd, 21 november 1776.

Tijdens de watersnood van 1776 braken in de nacht van 20 op 21 november 1776 door een zware zuidwester storm op veel plaatsen de dijken door in Nederland. Dit was de tweede keer in ruim een jaar tijd, na de watersnood van 1775. Het waren beide zware stormen met een geschatte herhalingstijd van 254 jaar.Vooral Noordwest-Overijssel werd zwaar getroffen. Het dorp Beulake werd voor de tweede keer verwoest en nu ook verlaten. De schrijver Hering schrijft in het boek Bespiegeling over Neerlandsch waternood, tusschen den XXIsten en XXIIsten november, MDCCLXXVI, Amsterdam het volgende over het dorp:
In de Beulake was het byzonder ellendig gesteld. Dit Dorp door zyne nabyheid aan den Zeedyk, en dus voor den eersten aanval des waters blood liggende, en meest bestaande uit groote veenplassen, streckte het eerst en meest ter woede van de Zee: de huizen en turfschuuren, van de ingezetenen, werden ylings door de baren vernield; derzelver turf (welker koopmanschap aldaar ter plaatse, het eenig middel van der inwoonderen bestaan uitmaakt) ja groote stukken Veenlands dreven weg. In Mastenbroek verdronken vier mensen, waaronder een moeder en twee kinderen in de Koekoekspolder. In Elburg verwoestten de golven elf woningen, waarbij zeven mensen verdronken.
Op veel plaatsen kwam het water hoger dan in 1775. Paalwormen veroorzaakten in Nederland een permanente crisis in de techniek en de financiering van de oeverbescherming. De eilanden in de Zuiderzee werden zwaar getroffen, in de eerste plaats Schokland. Op bepaalde plaatsen was het eiland onder water verdwenen. Een driemaster, die bij de ‘Swartendijk’ bij Kampen gestrand was dreef zelfs over het eiland heen. Op Urk was sinds 1773 de ‘afbrokkeling’ van het Hoge klif benoorden de vuurtoren, het hoogste deel van de keileembult, zo toegenomen, dat men er ieder jaar nieuwe maatregelen tegen moest nemen. Maar de novemberstormen van 1775 en vooral die van 1776 tast, ondanks de palenrij, het keileemklif zeer aan. Er wordt een groot gedeelte weggeslagen ‘beneffens twee huizen aan de noordwestzijde [… terwijl] ook de vuurtoren van allen voorgrond ontbloot wierd.’ Ook het eiland Wieringen werd zwaar getroffen. Er verdronken vier mensen en tussen de 2000 en 3000 schapen. Op Texel braken enkele dijken door. Het dorp Oudeschild werd door driekwart van de inwoners verlaten, deze vluchtten naar hogere plaatsen op het eiland. Vijf vissers verdronken. Verschillende schepen die op de Rede van Texel lagen vergaan. Er spoelen de volgende dagen veel lichamen aan.
In Harlingen verdronk een meisje van 14 jaar. Voor Scheveningen vergaat het galjootschip Neptunus. Van de 9 opvarenden worden er 7 gered.

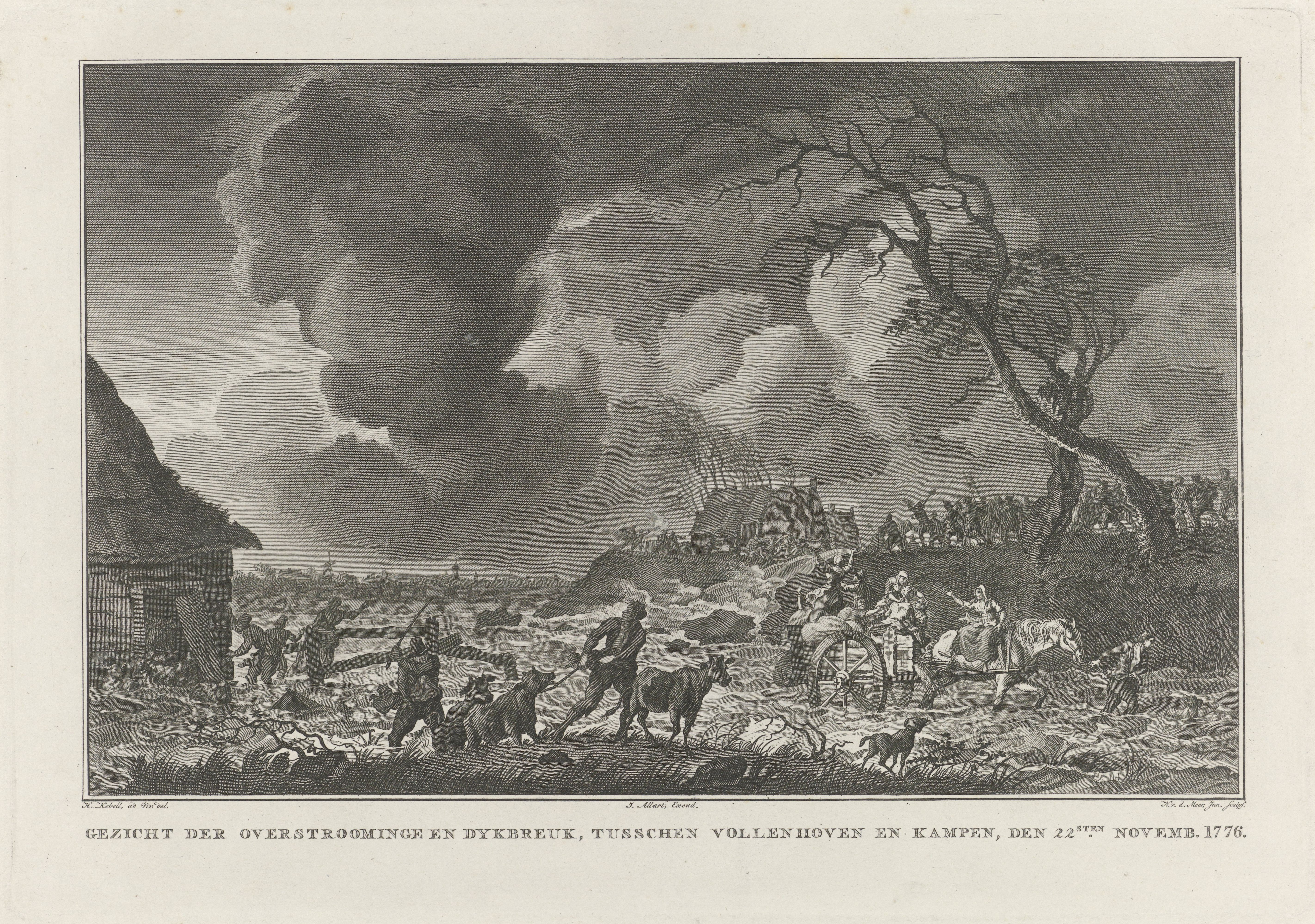
Rechts de dijkdoorbraak tussen Vollenhove en Kampen op 21 november 1776. Een familie brengt zichzelf op paard en wagen in veiligheid. Op de voorgrond wordt vee op het droge gebracht. Op de dijk staan mensen klaar om het gat te dichten.